# 戦争と平和 (1947年の映画)
『戦争と平和』（せんそうとへいわ）は、1947年（昭和22年）7月22日公開の日本映画である。東宝製作・配給。監督は山本薩夫・亀井文夫。モノクロ、スタンダード、100分。

## 概要
憲法普及会の企画によって大映・松竹・東宝で作られた憲法発布記念映画の1本で、「戦争放棄」をテーマとしている。D・W・グリフィス監督の『イーノック・アーデン』を下敷きに、戦争が引き起こした二重結婚の悲劇を描いた反戦映画。ドラマの中に亀井の記録映画『戦ふ兵隊』の一部を挿入して構成され、戦後日本の姿をリアルに再現しているが、完成したフィルムはGHQによる検閲で30分近くが削除された。
中国の景観描写には作画合成を用いており、特殊技術を担当した渡辺明は日本映画技術協会の劇映画特殊技術賞を受賞した。
第21回キネマ旬報ベスト・テン第2位。

## あらすじ

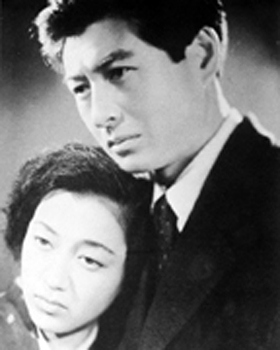
映画の一場面

小柴健一が乗船していた輸送船が敵軍の攻撃により沈没。中国近海を漂流しているところを現地の漁師に救出される。しかし、戦死の公報が東京に残した家族の元に届く。妻の町子は、健一の友人康吉を陸軍病院に見舞う。康吉と町子は、健一の遺児茂男と暮らし始める。その矢先の空襲で家を失い、康吉は精神に異常を来たし、やがて終戦を迎える。中国にいた健一の帰還。さらに、健一、町子、康吉は、食糧デモや労働争議など激しい社会運動の荒波に巻き込まれていく。

## キャスト
- 伍東康吉：池部良
- 町子：岸旗江
- 小柴健一：伊豆肇
- キャバレーの紳士：菅井一郎
- 隣組長：島田敬一
- 山村の老妻：藤間房子
- アパートの若い女：谷間小百合
- 近所の娘：三谷幸子
- 娘の母親：田中筆子
- 立花満江
- 長浜藤夫
- 花沢徳衛
- 大町文夫
- 山村老人：北川耕三
- 河崎保
- 千葉一郎
- 戸田春子
- ダンサー：高野千代
- 康吉の妹：飯野公子
- 木匠久美子

## スタッフ
- 監督：山本薩夫、亀井文夫
- 製作：伊藤武郎
- 脚本：八住利雄
- 撮影：宮島義勇
- 音楽：飯田信夫
- 美術：河東安英
- 録音：空閑昌敏
- 編集：今泉善珠

## ビブリオグラフィ
- 『八住利雄 人とシナリオ』（日本シナリオ作家協会、1992年）にシナリオが収録[6]

## 備考
- 東宝特技課に所属していた鷺巣富雄は、花沢徳衛の刺青のメイクを担当したが、尺の都合により登場シーンはカットされたと証言している[7]。